# حصن حجر السيد
حصن حجر السيد وهو أحد الحصون الأثرية اليمنية القديمة ويعد واحدًا من الحصون الشاهقة والمتميزة الواقعة إلى الشمال من مركز مدينة الطويلة.

## الوصف
وهو عبارة عن صخرة ضخمة وعرة المسالك ترتفع حوالي (1200 متر) عن مستوى سطح البحر، ويصعب الوصول إلى قمتها إلا من خلال طريق متدرجة وضيقة لا تتسع لمرور أكثر من شـخص واحد، وهي منقورة في الصخر، يغلق مدخل الحصن باب خشبي مكون من إطار خارجي عليه شـريط زخرفي مسنن منحوت بشكل المنشار، ويحتوي الحصن على عدد من الملحقات مثل الدهاليز والأنفـاق وأحواض المياه، وكذلك مسجد فـي سطح القمة، يبدو وكأنه معلق، وفي أسفله يقع ممر على شكل خنـدق، ولا تزال بقايا جدران السور ماثلة للعيان في أعلى الحصن، وبصورة عامة فإن هذه الحصون كان لهـا أدوار دفاعية هامة خلال العصر الإسلامي، فقد أتى على ذكرها الخزرجي في كتابه "العسجد المسبوك فيمن تولى اليمن من الملوك"